# Jaren Cerf
Jaren Cerf (Voight), ook wel bekend als Jaren (Laramie, 22 september 1983) is een Amerikaanse singer-songwriter.

## Biografie
Ze groeide op op het platteland van de staat Wyoming. Haar vader is de bekende country & westernzanger John Voight. Van kinds af aan was ze bezig met zingen. Haar eigen zangtalent begon als folkzangeres, daarna toch country & western. Ze heeft een tijd lang in Zweden gewoond. Vanaf ongeveer 2005 werd het trance. Ze leerde destijds in Toronto de producer en DJ Matt Cerf kennen met wie ze later getrouwd is.
In 2009 brak ze met Unforgivable door onder de leiding van Armin van Buuren.

## Discografie
Dit overzicht is mogelijk incompleet; u kunt helpen door het uit te breiden.

### Albums
| Album met eventuele hitnotering(en) in de Nederlandse Album Top 100 | Datum van verschijnen | Datum van binnenkomst | Hoogste positie | Aantal weken | Opmerkingen |
| ------------------------------------------------------------------- | --------------------- | --------------------- | --------------- | ------------ | ----------- |
| Light in the skies                                                  | 2007                  | -                     |                 |              |             |
| Fixin' it upright                                                   | 03-10-2008            | -                     |                 |              |             |

### Singles
| Single met eventuele hitnotering(en) in de Nederlandse Top 40 | Datum van verschijnen | Datum van binnenkomst | Hoogste positie | Aantal weken | Opmerkingen          |
| ------------------------------------------------------------- | --------------------- | --------------------- | --------------- | ------------ | -------------------- |
| Unforgivable                                                  | 2009                  | 17-01-2009            | tip4            | -            | met Armin van Buuren |
| Man on the run                                                | 2009                  |                       | -               | -            |                      |

| Single met hitnotering(en) in de Vlaamse Ultratop 50 | Datum van verschijnen | Datum van binnenkomst | Hoogste positie | Aantal weken | Opmerkingen          |
| ---------------------------------------------------- | --------------------- | --------------------- | --------------- | ------------ | -------------------- |
| Unforgivable                                         | 2009                  | 07-03-2009            | 41              | 2            | met Armin van Buuren |

- Library of Congress Control Number: no2018058161
- MusicBrainz: fcc4574a-92b1-4916-abb2-6e9fac89eb04
- Virtual International Authority File: 2873152563102815560008
- WorldCat: E39PBJk8Y6CYCgVdQHgfm7MgKd